# Power chord

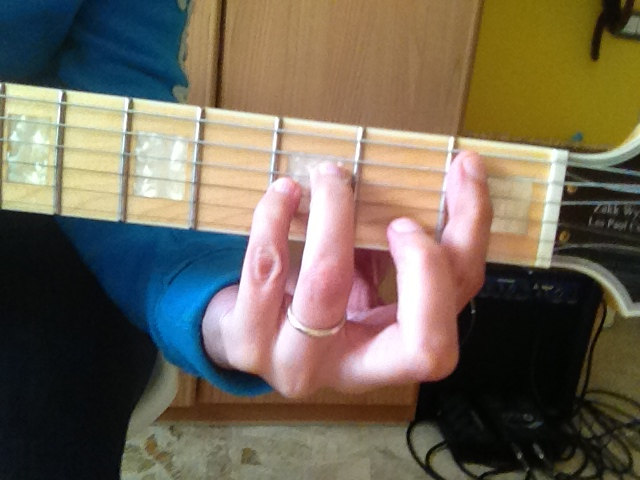
Power chord

Power chord – dwudźwięk mylnie utożsamiany z akordem, najczęściej wykorzystywany w muzyce rockowej, bluesowej i heavymetalowej.
Power chord składa się z prymy i kwinty (czasem dodaje się także oktawę). Notowany jest przez dodanie cyfry 5 przy nazwie akordu (np. E5, G5, A#5, Bb5). O jego uniwersalnym charakterze decyduje brak tercji. To oznacza, że Power chord nie określa charakteru akordu (nie jest durowy ani mollowy). Cecha ta umożliwia większą swobodę w tworzeniu progresji akordowych. W fachowej terminologii muzycznej określany jako akord enigmatyczny (ze względu na brak tercji).